# Ріс Джеймс
Ріс Джеймс (англ. Reece James; нар. 8 грудня 1999 року, Лондон, Англія) — англійський футболіст, захисник лондонського футбольного клубу «Челсі» і молодіжної збірної Англії.

## Клубна кар'єра
Уродженець Редбріджа, Лондон, Джеймс з шестирічного віку тренувався в футбольної академії «Челсі». У березні 2017 року підписав свій перший професійний контракт. У сезоні 2017/18 був капітаном команди «Челсі» до 18 років, яка виграла Молодіжний кубок Англії. Він був визнаний кращим гравцем сезону в академії клубу. У червні 2018 року підписав новий чотирирічний контракт з «Челсі».
Влітку 2018 року пішов в оренду в клуб Чемпіоншипа «Віган Атлетік» до закінчення сезону 2018/19. Дебютував за «Віган» 4 серпня 2018 року в матчі першого туру Чемпіоншипа проти «Шеффілд Венсдей». 4 листопада забив свій перший гол зі штрафного удару в матчі проти «Лідс Юнайтед». Всього в сезоні 2018/19 провів 45 матчів і забив 3 м'ячі в Чемпіоншипі і був включений до складу символічної «команди сезону» цього турніру. У травні 2019 року отримав три клубні нагороди: гравець року за версією вболівальників, гравець року за версією гравців і автор найкращого голу сезону.

## Кар'єра в збірній
Виступав за юнацькі збірні Англії. У травні і червні 2017 року зіграв на Тулонському турнірі в складі збірної Англії до 20 років; англійці здобули на ньому перемогу, а Джеймс був включений в символічну команду турніру. У липні 2017 року складі збірної Англії до 19 років виграв чемпіонат Європи.

## Статистика виступів
| клуб                   | сезон             | Ліга              | Ліга  | Ліга  | Кубок | Кубок | Кубок ліги | Кубок ліги | Єврокубки | Єврокубки | Інші | Інші | Разом | Разом |
| клуб                   | сезон             | дивізіон          | ігри  | Голи  | ігри  | Голи  | ігри       | Голи       | ігри      | Голи      | ігри | Голи | ігри  | Голи  |
| ---------------------- | ----------------- | ----------------- | ----- | ----- | ----- | ----- | ---------- | ---------- | --------- | --------- | ---- | ---- | ----- | ----- |
| Челсі (до 23 років)    | 2016/17           | -                 | -     | -     | -     | -     | -          | -          | -         | -         | 1    | 0    | 1     | 0     |
| Челсі (до 23 років)    | 2017/18           | -                 | -     | -     | -     | -     | -          | -          | -         | -         | 6    | 1    | 6     | 1     |
| Челсі (до 23 років)    | Разом             | Разом             | Разом | Разом | -     | -     | -          | -          | -         | -         | 7    | 1    | 7     | 1     |
| Челсі                  | 2018/19           | Прем'єр Ліга      | 0     | 0     | 0     | 0     | 0          | 0          | 0         | 0         | 0    | 0    | 0     | 0     |
| Челсі                  | Разом             | Разом             | 0     | 0     | 0     | 0     | 0          | 0          | 0         | 0         | 0    | 0    | 0     | 0     |
| Віган Атлетик (оренда) | 2018/19           | Чемпіоншип        | 45    | 3     | 1     | 0     | 0          | 0          | -         | -         | -    | -    | 46    | 3     |
| Всього за кар'єру      | Всього за кар'єру | Всього за кар'єру | 45    | 3     | 1     | 0     | 0          | 0          | 0         | 0         | 7    | 1    | 53    | 4     |

## Досягнення

### Командні досягнення
Юнацька збірна Англії (U-19)
- Чемпіон Європи (U-19): 2017

 Юнацька збірна Англії (U-20)
- Переможець тулонського турніру до: 2017 [10]

 Збірна Англії
- Віце-чемпіон Європи: 2020

 Челсі
- Переможець Ліги чемпіонів УЄФА: 2020/21
- Переможець Ліги Конференцій УЄФА 2024/25
- Переможець Суперкубка УЄФА: 2021
- Переможець Клубного чемпіонату світу (2): 2021, 2025
- Переможець Прем'єр-ліги (до 18 років) (2): 2016/17, 2017/18
- Переможець Молодіжного кубку Англії (2): 2016/17, 2017/18

### Особисті досягнення
- Гравець року в «Віган Атлетік»: 2018/19
- Гравець року в Академії «Челсі»: 2017/18
- Кращий молодий гравець фіналу тулонского турніру діє до: 2017
- Член символічної команди тулонского турніру діє до: 2017